# Es geht nicht ohne Gisela
Es geht nicht ohne Gisela ist ein deutscher Spielfilm aus dem Jahre 1951 von Hans Deppe mit Eva Ingeborg Scholz  und Peter Mosbacher in den Hauptrollen. 

## Handlung
Der junge Ingenieur Robert Halm hat jahrelang an einer Erfindung gebastelt, die die deutsche Fernsehtechnik so weit vorantreiben soll, dass man demnächst auf Sendung gehen kann. Doch der erste Versuch bei einem Probelauf schlägt fehl, sodass der Direktor der Sendeanstalt gleich das gesamte Projekt Halms in Frage stellt. Ausgerechnet in der jungen Studentin Gisela Düren, die sich ihr Studium mit der Tätigkeit einer Lokalreporterin verdient, findet der junge Mann eine tatkräftige Unterstützung bei der Rettung seiner noch nicht ganz ausgereiften Erfindung. 
Giselas Artikel sind nämlich voll des Lobes für Halms Pioniertaten, und schließlich gelingt es Gisela sogar, den Bankier Werner als wichtigen Finanzier für das Projekt zu gewinnen. Als Teilhaber kann er Halm so lange finanzielle Rückendeckung leisten, bis dieser sein Projekt endlich erfolgreich vollenden und zur Vorführreife fertigstellen kann. Am Rande der Geschichte entwickelt sich zwischen den beiden Protagonisten auch eine Liebesgeschichte, mit Roberts Freund Pitt als Drittem im Bunde.

## Produktionsnotizen
Es geht nicht ohne Gisela entstand im Frühling 1951 im CCC-Atelier Berlin-Spandau mit Außenaufnahmen aus Berlin und wurde am 7. September 1951 in Berlin uraufgeführt. 
Heinz Laaser übernahm die Produktionsleitung, Emil Hasler schuf die Filmbauten. Gespielt wurden mehrere Schlager von Heino Gaze mit Texten von Bruno Balz.

## Showeinlagen
In den Musik- und Ballettszenen tanzen Liselotte Köster, Jockel Stahl, Maria Fries, Erwin Bredow, Margo Ufer und das Ballett der Städtischen Oper Berlin. Es singen Rita Streich, Rudolf Prack, Maria Corelli, Diana Eustrati, Hans Wocke, Gerhard Frei und Paul Schmidtmann. Es spielen die Berliner Film-Symphoniker unter der Leitung von Generalmusikdirektor Leopold Ludwig.

## Kritiken
Im Lexikon des Internationalen Films urteilte knapp: „Ein bescheidene Komödie mit Operndarbietungen und technischen Details aus dem Alltag eines Fernsehsenders.“